# Flux FM
Flux FM ist ein deutsches Privatradio, das per Livestream über das Internet sowie in Berlin und Teilen Brandenburgs über UKW („FM“) empfangen werden kann. Auch in Bremen, Stuttgart und Hamburg war Flux FM terrestrisch empfangbar. Die Verbreitung über UKW wurde in Bremen im Februar 2015, in Stuttgart am 1. Januar 2016 und in Hamburg am 31. Dezember 2021 eingestellt. Für die Sendestandorte gab es selbständige regionale Programme in deutscher Sprache.
Zuvor firmierte der Sender unter dem Namen Motor FM. Zum 23. August 2011 erfolgte infolge eines Gesellschafterstreits die Umbenennung in FluxFM, eine Marke, die bis dahin ausschließlich für temporäre Veranstaltungsprogramme von Motor FM genutzt worden war. Tim Renner, einstiger Gesellschafter, verfügt heute über die Namensrechte von Motor FM.

## Betreiber
Flux FM wird betrieben von der Plattform für regionale Musikwirtschaft GmbH, die sich im Eigentum der m2m Verwaltungsgesellschaft mbH befindet. Deren Inhaber sind die beiden Geschäftsführer Mona Rübsamen und Markus Kühn zu je 16,05 % sowie der Geschäftsmann Ernst Udo Grossmann mit 22,84 %, die von ihm geleitete Burg Schwarzenstein GmbH mit 13,08 %, die GVG Verwaltungs-GmbH & Co. KG (mit den Gesellschaftern Ernst Udo Grossmann, Ursula Grossmann, Nina Grossmann und Nils Grossmann) mit 25,00 %, sowie die Embassy of Music GmbH mit 6,98 %.

## Programmschwerpunkte
Flux FM hat sich auf Musikrichtungen wie Alternative-Musik, Independent, Punkmusik und Elektronische Musik spezialisiert. Im Musikprogramm des Senders spielen verstärkt auch in Deutschland lebende Künstler eine Rolle. In der Selbstdarstellung heißt es: „Indie, Elektro und Popkultur. […] kein Smalltalk, kein Powerplay. Wir inspirieren Menschen, denen Musik wichtig ist, wir kümmern uns um … Stadtleben und Netzwelt…“
Zur Primetime (6 bis 10 Uhr sowie 15 bis 18 Uhr) sendet die Berliner Ausgabe Flux FM 100,6 ein Magazin- und Informationsprogramm mit journalistischen Formen. Live-Interviews, Beiträge, Studiogespräche und O-Töne gehören zum Bestandteil jeder Sendung. Darüber hinaus gibt es halbstündliche Nachrichten. Auch im Tagesprogramm gibt es stündlich (morgens und nachmittags halbstündlich) Nachrichten.

## Geschichte
Flux FM wurde 2004 von der Ex-MTV-Managerin Rübsamen, Kühn und Tim Renner als Joint Venture zwischen m2m und Motor Entertainment unter dem Namen Motor FM gegründet. 2007 übernahm m2m die Mehrheit der Anteile des Senders.
Im Herbst 2004 ging Motor FM zum ersten Mal auf der nur in der Berliner Innenstadt empfangbaren Frequenz 104,1 MHz stundenweise auf Sendung. Nach der erfolgreichen Bewerbung für die zu Beginn 2005 ausgeschriebene Frequenz 106,8 MHz ging Motor FM am 1. Februar 2005 für fünf Monate mit einem 24-Stunden-Programm auf Sendung, da das Kinderradio Radio Teddy zu dieser Zeit noch nicht sendebereit war. Ab Juli 2005 reduzierte sich die Sendezeit auf den offiziell zugeteilten Zeitrahmen von 21 bis 6 Uhr. In der restlichen Zeit lief zunächst noch eine Programmschleife, bevor am 6. August 2005 Radio Teddy den Sendebetrieb offiziell aufnahm. Während der Popkomm 2005 sendete Motor FM zusätzlich von 6 bis 21 Uhr auf der Frequenz 104,1 MHz und war so für eine Woche nochmal rund um die Uhr zu hören.
Nach der Insolvenz des Privatsenders Hundert,6 schrieb die Medienanstalt Berlin-Brandenburg die Sendelizenz für diese Frequenz neu aus. Gewinner der Ausschreibung war Motor FM zusammen mit der Netzeitung. Am 1. Februar 2006 ging Motor FM rund um die Uhr unter dem Namen 100,6 Motor FM – nunmehr berlinweit und in Teilen Brandenburgs hörbar – auf Sendung.
In Stuttgart war Motor FM seit März 2005 auf 97,2 MHz zu hören, wobei es bis Anfang 2015 am Nachmittag/Abend ein lokales Fenster für Stuttgart gab.
Im Juni 2007 wurde der Verkauf der Netzeitung an den Berliner Verlag bekannt. Die Netzeitung Hörfunk GmbH hat ihre Anteile an die Plattform für regionale Musikwirtschaft verkauft.
Die Medienanstalt Berlin-Brandenburg hat auf diese neue Entwicklung mit der Ankündigung reagiert, die Frequenz 100,6 MHz neu ausschreiben zu müssen. Mitte Oktober 2007 erhielt 100,6 Motor FM vom Medienrat erneut die Sendeerlaubnis.
Am 4. März 2010 vergab die Bremische Landesmedienanstalt die ausgeschriebene Stadtfrequenz 97,2 MHz an die Plattform für regionale Musikwirtschaft. Die Aufnahme des Sendebetriebs fand am 1. März 2011 statt. Die ursprünglich von der Medienanstalt Mecklenburg-Vorpommern an Motor FM zugewiesenen Frequenzen in Wismar (97,0 MHz) und Stralsund (98,9 MHz) wurden im November 2010 an das Programm von Klassik Radio vergeben. Im August 2011 wurde der Name Motor FM in Flux FM geändert.
Am 20. März 2013 wurde der Sender in der Kategorie „Medienpartner des Jahres“ mit dem Musikpreis Echo ausgezeichnet. Am 9. April 2014 erhielt der Sender auf der MUSEXPO 2014 den International Music Industry Award als Radiostation des Jahres.
Am 9. Dezember 2014 entzog die LfK Flux FM seine UKW-Lizenz in Stuttgart. Kurz danach gab Flux FM seine UKW-Lizenz in Bremen zurück und hat den Sendebetrieb dort im Februar 2015 eingestellt.
Seit dem 14. September 2020 ist Flux FM in Hamburg auf 104,0 MHz zuhören, vorher war dort Radio Hamburg mit der City-Frequenz zu hören. Am 31. Dezember 2021 wird zum letzten Mal über UKW gesendet. Ab dem 1. Januar 2022 sendet ByteFM auf der Frequenz 104,0 MHz.

## Moderatoren
Das Berliner Nachmittagsmagazin wurde anfangs abwechselnd von dem Kreuzberger Musiker Winson, vom Musikagenten Max Spallek und Sascha Schlegel moderiert. Den Vormittag bestritt vorwiegend Diane Hielscher. Zudem moderierte Katia Berg. Bis Oktober 2011 gehörte auch Silke Super zum Moderatorenstamm.
Das aktuelle FluxFM-Moderationsteam (Stand 04/2022): Katia Berg, Nadine Kreutzer, Gesa Bocks, Wencke Fiedler, Sascha Schlegel, Martin Gertz, Mathias Weck, Daniel Meinel, Ron Stoklas, Jan Kage alias Yaneq, Yola Jordans, Diona Bathily und Martin Tietjen.

## Veranstaltungsort Fluxbau
Seit August 2012 betreibt Flux FM mit dem FluxBau direkt am Senderstandort an der Spree in der Kreuzberger Pfuelstraße 5 einen eigenen Veranstaltungs- und Restaurantbereich.

## Buchverlag Metrolit
Im Mai 2012 gründete FluxFM zusammen mit Peter Graf vom Verlag Walde und Graf und mit Matthias Koch, dem Chef des Aufbau-Verlags, den Metrolit-Verlag.  Das Programm startete im Frühjahr 2013 mit 20 Titeln aus den Bereichen Literatur, Gesellschaft, Popkultur und Graphic Novel. Der Roman „Blutsbrüder“ von Ernst Haffner war 2013 kurzzeitig auf der erweiterten SPIEGEL-Bestsellerliste platziert. Da sich die selbstgesteckten wirtschaftlichen Erwartungen nicht erfüllten, stellten die Gesellschafter Ende 2015 die Produktion vorerst ein.

## Mitgliedschaften
Flux FM ist Mitglied des Kooperationsnetzwerkes der Berliner Musikwirtschaft Berlin Music Commission.